# Khorixas
Khorixas este un oraș din Namibia. Situat nu departe de o pădure pietrificată, Khorixas a avut rolul de capitală a bantustanului Damaraland, funcție exercitată până la declararea independenței Namibiei. Cea mai mare parte din populația locală aparține tribului Damara.